# Джанфранко Джіраудо
Джанфра́нко Джіра́удо (італ. Gianfranco Giraudo; нар. 9 вересня 1941, м. Падуя, Італія) — італійський славіст.

## Біографія
Закінчив Венеційський університет «Ка Фоскарі» (1969). Працював професором слов'янської філології (1972—1973) та історії Східної Європи (1973—1982), від 1990 — ординарний професор слов'янської філології, відповідальний за зв'язки з країнами Східної Європи; від 2005 — професор Департаменту американістики, іберистики та славістики Венеційського університету «Ка Фоскарі». Член Європейської асоціації культури та Венеційського Атенеуму. Член МАУ, один із засновників та президент Італійської асоціації українських студій (1993—2001). Почесний доктор Університету Орадеї (Румунія, 2007). Організатор та учасник 1-го (1993), 2-го (1995), 4-го (1999, усі — Венеція) і 3-го (Рим, 1997) конгресів Італійської асоціації українських студій (заснував монографічну серію «Ucrainica Italica» — «Італійська україністика», в якій вийшли матеріали цих конгресів), симпозіуму «Україна 17 століття між Заходом та Сходом Європи» (Київ, 1994), «Десять років після Чорнобиля» (Местре, 1996), «На шану Лесі Українці» (Сан-Ремо, 1998). Включає українську проблематику у симпозіуми на інші теми (зокрема «Балканізація — балканізації», 1993; «Континуум і псевдоконтинуум Євразії», 1994; «Об'єднання — ліги — роз'єднання», 1997; «Мовні меншини в Європі між національною державою та демократичним громадянством», 2007; усі — у Венеції). Вплинув на розвиток українознавства в Італії в науковому і структурному плані. На початку 90-х рр. одним з перших в Італії поставив питання про українознавство як про самостійну дисципліну з великим науковим потенціалом, а також про необхідність його інституціоналізації на рівні університетського викладання; сприяв вивченню української мови та літератури в Інституті євразійських студій Венеційського університету. Науковим працям Дж. властиві комплексний історично-філологічний підхід, оригінальність інтерпретацій, масштабність аналізу явищ. Українську проблематику розглядає в якнайширшій загально-слов'янській перспективі; парадоксальний стиль його україністичних досліджень, не позбавлений дискусійних тверджень, стимулював увагу в італійській славістиці до проблем української історії, культури.

## Праці
- Drakula, Contributi alla storia delle idee politiche nell'Europa Orientale alla svolta del XV secolo. Venezia, 1972;
- Slovo kratko (презентація, переклад, коментар). Brescia, 1976;
- Alle origini dello Stato russo: da Ivan III a Pietro il Grande. Venezia, 1984;
- Persistence d'une idée: Moscou-Troisième Rome du Temps des Troubles à l'age de Pierre le Grand // Filologia e letteratura nei paesi slavi. Studi in onore di Sante Graciotti. Roma, 1990;
- La Piccola Russia, il Grande Fratello e il Santo Padre // Ricerche Slavistiche. 1991—92. Т. 38;
- «Русское» настоящее и прошедшее в творчестве Иннокентия Гизеля // Mediaevalia Ucrainica. 1992. Т. 1 (першодрук італ. мовою — у ж. «Ricerche Slavistiche», 1990, т. 37);
- Les Trois Romes vues par l'Ukraine, Images et points de repère (XV—XVIIe siècles) // Roma fuori Roma: Istituzioni e immagini. Roma, 1993;
- Cattolici e Ortodossi in Ucraina, ovvero Dove i dissidenti sono la maggioranza // Letterature di Frontiera. 1993. Вип. 3, № 1;
- Una minoranza a vocazione ecumenica: la Chiesa uniate ucraina dopo l'indipendenza // Там само. 1995. Вип. 5, № 2;
- Marx e Engels, la Polonia ed il problema dei confini dell'Europa // La nascita dell'Europa. Per una storia delle idee fra Italia e Polonia. Firenze, 1995;
- Acculturazione, spirito missionario e Propaganda nell'Ucraina del Seicento // Україна XVII ст. між Заходом та Сходом Європи. К., 1996;
- Un Congresso fantasma? // Che cos’è Ucraina? Що таке Україна? Padova, 1996; 1998 (співавт.);
- Intreccio di culture e religioni in Ucraina // A 10 anni da Chernobyl’. Venezia, 1997 (співавт.);
- Chlib ta nezaležnist’. Note extravaganti in luogo di postfazione // L'Ucraina del XX secolo. Padova, 1998 (співавт.);
- Il nome della cosa: Русь-Україна і околиці // Prosphonema. Істор. та філол. розвідки, присвяч. 60-річчю акад. Я. Ісаєвича. Л., 1998 (першодрук італ. мовою — у ж. «Letterature di Frontiera», 1992, вип. 2);
- Note a margine di una possibile periodizzazione della storia delle terre dell'attuale Ucraina // Le letterature dei paesi slavi: Storia e problemi di periodizzazione. Milano, 1999;
- Da Kiev a Mosca, Unioni e disunioni ecclesiastiche // Cristiani d'Oriente. Milano, 1999 (співавт.);
- Нотатки на полях можливої періодизації історії земель сучасної України // IV Міжнар. конгрес україністів. Історія. Ч. 1, О.; К.; Л., 1999;
- Itinéraires de l'Union: De Ruthénie en Transylvanie // La romanità orientale e l'Italia. Bucarest, 2000 (співавт.);
- Documenti riguardanti le terre dell'attuale Ucraina nella Biblioteca del Museo Correr di Venezia // L'Ucraina del XVIII secolo: crocevia di culture. Padova, 2000 (співавт.);
- Il Festino d'Europa ed altre Pasquinate // Miti antichi e moderni tra Italia ed Ucraina. Padova, 2000 (співавт.);
- Dodici riflessioni in libertà intorno alla «civiltà letteraria ucraina» // Studi e scritti in memoria di Marzio Marzaduri. Padova, 2002 (співавт.);
- Respublica versus Imperium, Morte di due Repubbliche (Manoscritti riguardanti la Polonia nella Biblioteca del Museo Correr di Venezia) // Polonia 1795, Venezia 1797, Morte ed eredità di due Repubbliche. Warszawa, 2002 (співавт.);
- Entre esprit de croisade et vision géopolitique // Une lettre de Minuccio Minucci sur les Tatares // Eurasian Studies. 2003. 2 (співавт.);
- L'Ucraina e gli Ucraini: dal passato al futuro // Studi Slavistici. 2004. ?1;
- Documenti riguardanti l'olim Impero russo nella Biblioteca del Museo Correr di Venezia // Archivio italo-russo. Salerno, 2005. ?4 (співавт.);
- Drevnerusskaja literatura i nacional-filologija Rossii i Ukrainy // Literatura rusa medieval, Perspectivas actuales. Granada, 2007 (співавт.).